# Поли, Фаусто
Фаусто Поли (итал. Fausto Poli; 17 февраля 1581, Усиньи, Папская область — 7 октября 1653, Орвието, Папская область) — итальянский куриальный кардинал, коллекционер искусств. Префект Апостольского дворца с 10 марта 1632 по 23 мая 1644. Титулярный архиепископ Амазеи с 14 марта 1633 по 13 июля 1643. Епископ-архиепископ Орвието c 23 мая 1644 по 7 октября 1653. Кардинал-священник с 13 июля 1643, с титулом церкви Сан-Кризогоно с 31 августа 1643 по 7 октября 1653.